# Yauyupe

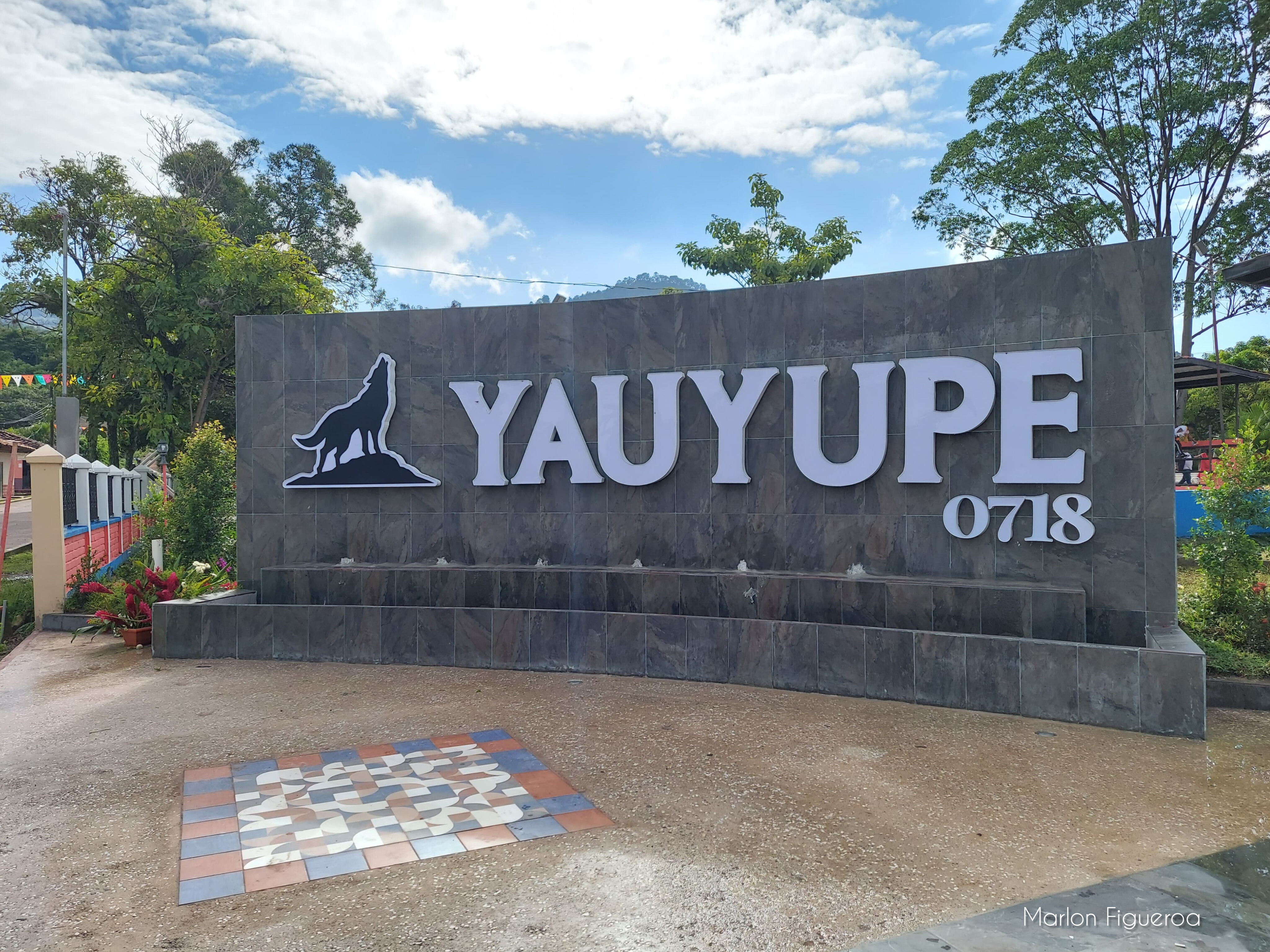
Letras de Yauyupe en la Plaza Central

Yauyupe es un municipio del departamento de El Paraíso en la República de Honduras.Localizado a 66.2 Kilómetros al oriente de la Capital Tegucigalpa.

## Toponimia
Yauyupe, se encuentra en lengua mexicana y significa: "En el agua del maíz negro".

## Límites
Yauyupe se encuentra al este del Valle de Yauyupe.
| Orientación | Límite                                        |
| ----------- | --------------------------------------------- |
| Norte       | Municipio de Maraita, Francisco Morazán       |
| Norte       | Municipio de Nueva Armenia, Francisco Morazán |
| Sur         | Municipio de Texiguat, El Paraíso             |
| Este        | Municipio de Maraita, Francisco Morazán       |
| Este        | Municipio de San Lucas, El Paraíso            |
| Oeste       | Municipio de Nueva Armenia, Francisco Morazán |

| Hacia               | km    | Observación       |
| ------------------- | ----- | ----------------- |
| Tegucigalpa         | 66.2  | El más cerca      |
| Choluteca           | 88.5  | Por RN89          |
| San Lorenzo         | 130   | por RN-89 y CA-5  |
| Comayagua           | 157   |                   |
| Siguatepeque        | 192.5 | por CA-5          |
| Juticalpa           | 255   |                   |
| Catacamas           | 289   |                   |
| San Pedro Sula      | 333   | Por CA-5          |
| Villanueva          | 309   |                   |
| El Progreso         | 363   |                   |
| La Lima             | 315.5 | CA-5              |
| Choloma             | 366   |                   |
| Puerto Cortés       | 398   |                   |
| Tela                | 385   |                   |
| Trujillo            | 466   |                   |
| La Ceiba            | 483   |                   |
| Copán Ruinas        | 489.1 | Por CA-11A        |
| Santa Rosa de Copán | 386.9 | Por CA-5 y CA-11A |
| Danlí               | 111.7 | por RN-89 y CA-6  |
| La Esperanza        | 260.3 | por CA-5 y RN-22  |

## Geografía

### Hidrografía
El Municipio de Yauyupe esta bañado por dos ríos: Río Texiguat y Río Temepechín.

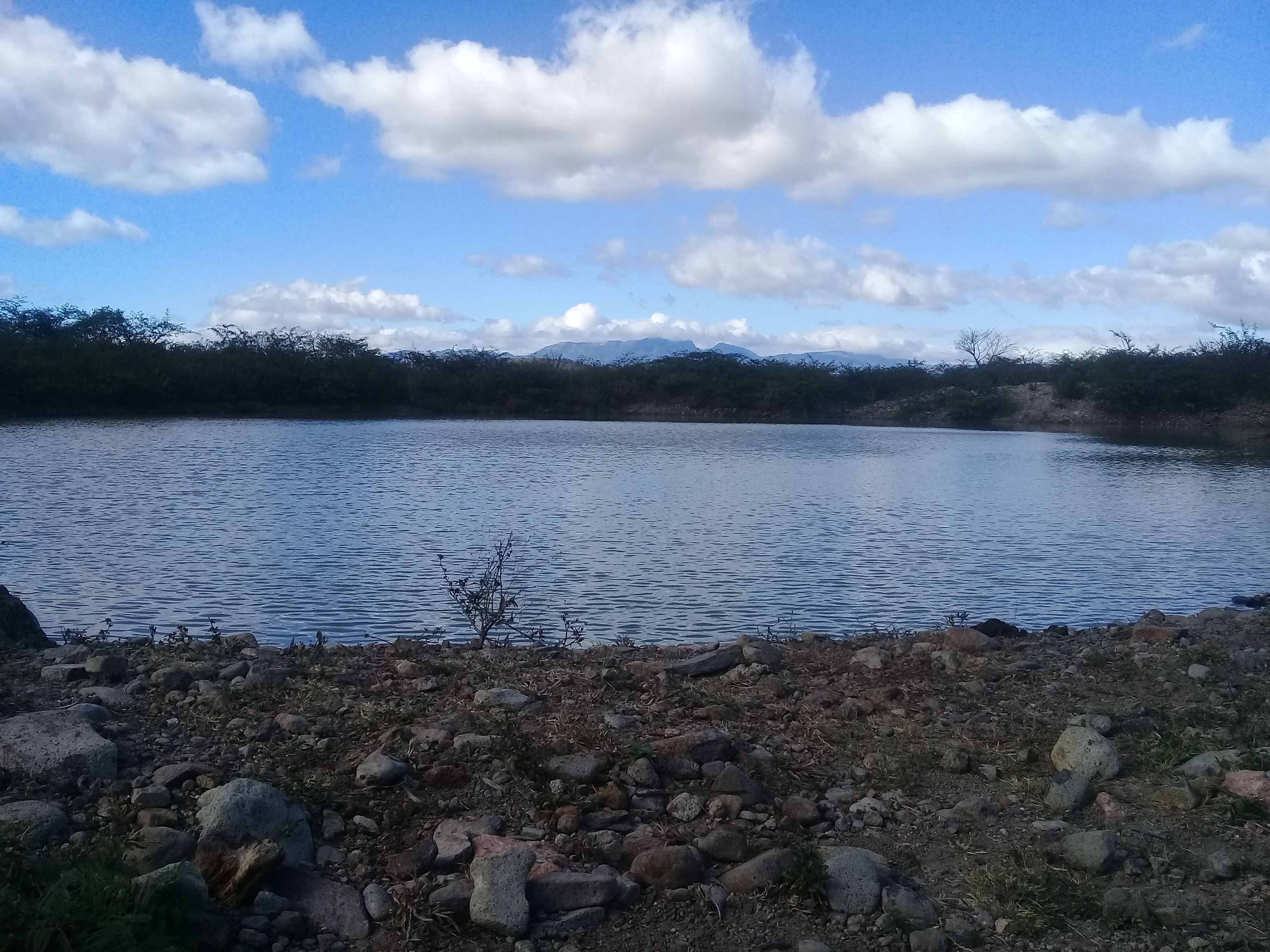
Laguna artificial El Picadero

El Río Texiguat que baña gran parte  norte y oeste del municipio, a su vez sirve como fuente de agua para inrrigacion de cultivos.
Para los meses de mayo, junio, julio, septiembre, octubre su caudal aumenta debido a los dos inviernos "Primera y Postrera".
El río también sirve como sitio turístico ya que personas del municipio bajan a bañarse en temporada de Semana Santa así como de las demás aldeas.
Río Temepechin pasa al costado norte y este del municipio desembocando así  en el Río Texiguat.
Yauyupe también cuenta con dos lagunas artificiales, mencionando la que se ubica en la aldea El Picadero y la que se ubica en el Plan Grande.

También el municipio cuenta con varios afluentes menores como son quebradas: Quebrada El Quebradón, Quebrada el Zanjón, Quebrada Grande, Quebrada Honda, Quebrada La señorita, Quebrada El Camalotal. 

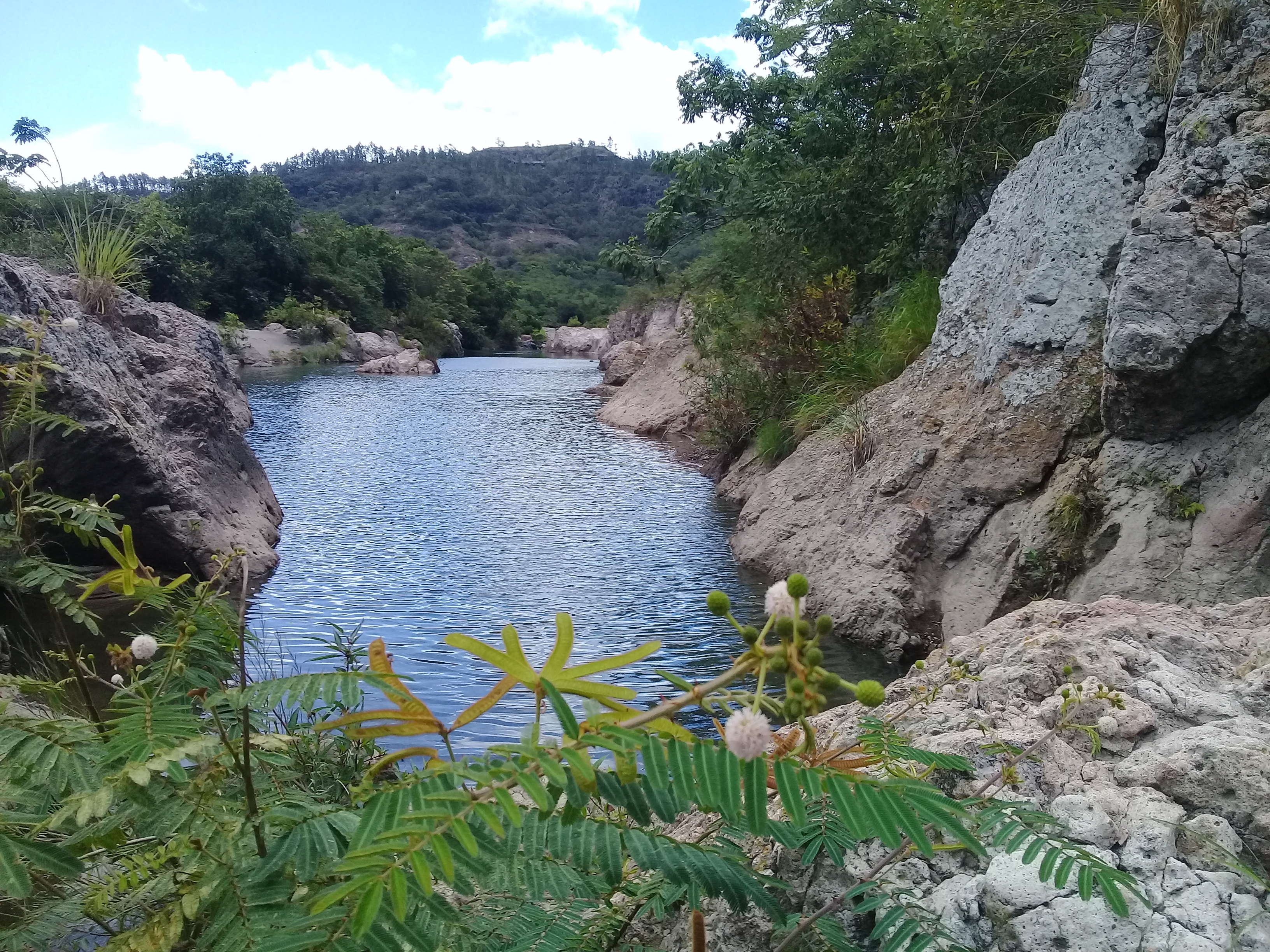
Posa El Potrillo, El Río.

## Clima
Yauyupe tiene el clima tropical de sabana. Hace calor todos los meses, tanto en la estación seca como en la húmeda. La temperatura media anual en Yauyupe es 26° y la precipitación media anual es 1337 mm. No llueve durante 116 días por año, la humedad media es del 80% y el índice UV es 5. (Clasificación climática de Köppen: Aw) Invierno Primera (mayo, junio, julio) Invierno Postrera (agosto, septiembre, octubre, noviembre).

## Historia
En 1875 (27 de septiembre), fue fundado con el nombre de Concepción de Yauyupe, la costumbre ha ido dejando solo Yauyupe.
En 1889, en la División Política Territorial 1889 era un municipio del Distrito de Texiguat.

## Educación
Debido a todos los datos recopilados podemos decir que entre los centros educativos con que cuenta Yauyupe se conocen en la etapa prebásica con 2 centros jardines, en la básica con 6 centros de educación y en la media un centro básico y un instituto.

## Economía
Sus principales actividades económicas son agricultura y la ganadería. En cuanto a la primera podemos decir que sus cultivos fundamentales son el café, la caña de azúcar, los granos básicos, las hortalizas y plátano, mientras que en la ganadería podemos apreciar su producción en lo avícola, el equino, el vacuno y el porcino.

## Salud
El municipio cuenta con un CESAR y un CESAMO ubicados en el casco urbano en el prestan servicios dos enfermeras y un promotor de salud.
Las enfermedades más comunes en el municipio son enfermedades respiratorias, diarrea, enfermedades en la piel.

## División Política
Aldeas: 5 (2013)
Caseríos: 37 (2013)
| Código | Aldea                            |
| ------ | -------------------------------- |
| 071801 | Yauyupe (cabecera del municipio) |
| 071802 | Chaguitillos (El Río)            |
| 071803 | El Hornito                       |
|        | El Picadero                      |
|        | La Cuevita                       |
|        | Cusmatu                          |

## Turismo y Feria Patronal
Del 5 al 8 de diciembre Yauyupe El Paraíso, celebra su feria patronal rindiendo honor a la Inmaculada Concepción. En este evento se celebran diversas actividades como son: carreras de cintas, corrida de toros, palo encebado, toro de fuego, elección de la reina de la feria, encuentros deportivos, desfiles, fiesta bailable con disco móvil y conjuntos de cuerda entre otras. En esta época el municipio es muy visitado.
La aldea más visitada es Chagüitillos (El Río),por su atracción turística en temporada de Semana Santa, debido a que cuenta con balnearios naturales como son: Posa el Zapote, Posa Mango Chato, Posa la Guitarra, Posa el Potrillo, Posa La Miona, Posa Trapiche Viejo, Posa Mancanto, Posa La Canto.

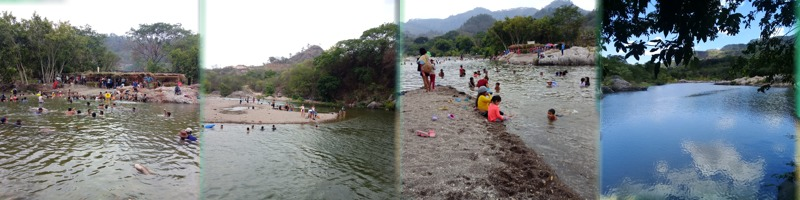
Posa El Zapote

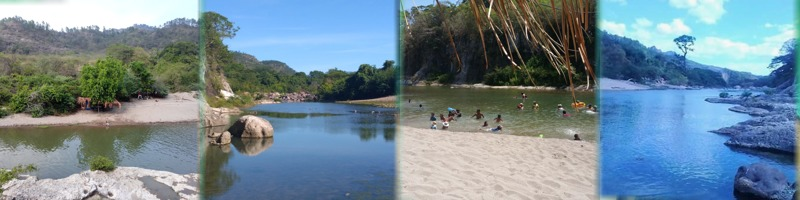
Posa Mango Chato

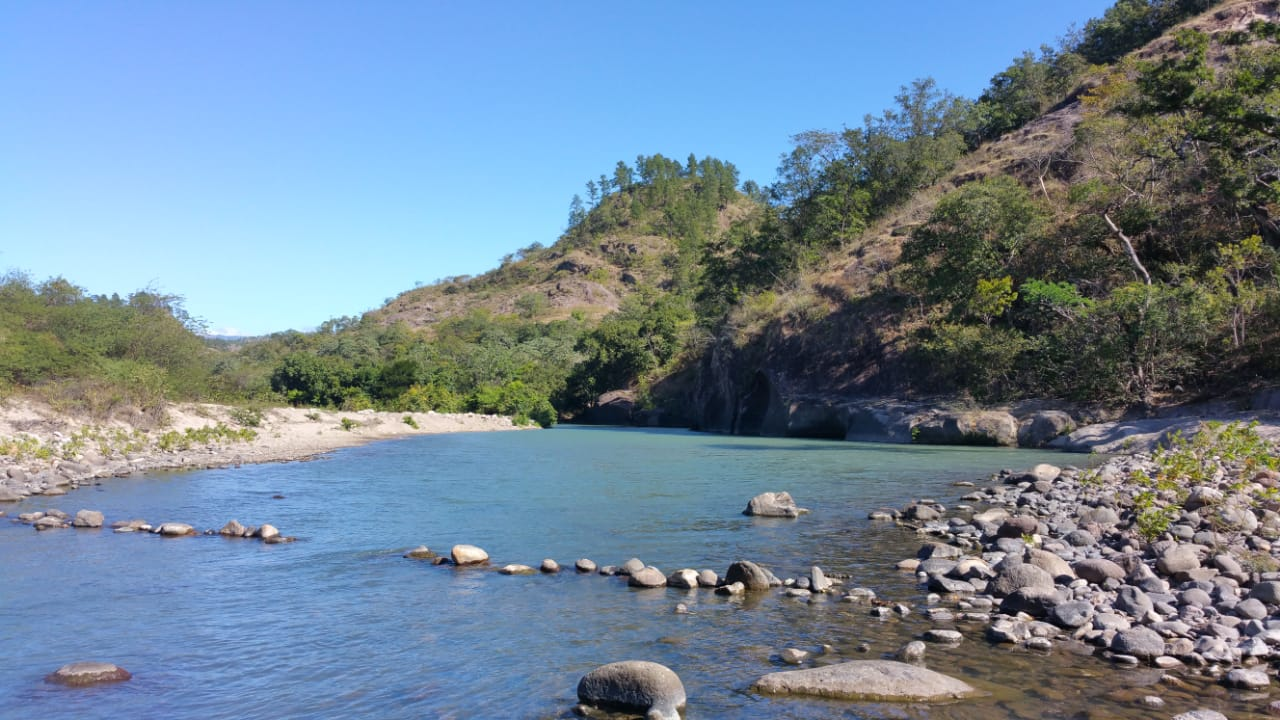
Posa Mancanto